# Округ Линколн (Мисисипи)
Округ Линколн (енгл. Lincoln County) је округ у америчкој савезној држави Мисисипи.

## Демографија
По попису из 2010. године број становника је 34.869, што је 1.703 (5,1%) становника више него 2000. године.
| Група             | 2000.          | 2010.          |
| Белци             | 22.866 (68,9%) | 23.702 (68,0%) |
| Афроамериканци    | 9.839 (29,7%)  | 10.443 (29,9%) |
| Азијати           | 81 (0,2%)      | 117 (0,3%)     |
| Хиспаноамериканци | 229 (0,7%)     | 330 (0,9%)     |
| Укупно            | 33.166         | 34.869         |